# Powrót do marzeń
Powrót do marzeń (jap. おもひでぽろぽろ Omohide Poro Poro) – japoński film animowany z 1991 roku w reżyserii Isao Takahaty. Został wyprodukowany przez wytwórnię Studio Ghibli, kierowaną przez Hayao Miyazakiego.

## Opis fabuły
Film rozgrywa się w dwóch płaszczyznach czasowych: w roku 1982 oraz 1966. W 1982, 27-letnia Taeko bierze kilka dni urlopu ze swojej firmy w Tokio. Postanawia wypocząć na wsi, gdzie mieszka jej daleka rodzina. Podczas samotnej podróży w nocnym pociągu, powracają do niej wspomnienia z czasów, gdy była dziewczynką w latach 60. Wspomina najważniejsze chwile własnego dzieciństwa, przy okazji zastanawiając się nad tym, co zostało z jej szczenięcych planów i ideałów.